# Tolnai Vilmos
Tolnai Vilmos (születési nevén Lehr Vilmos) (Pozsony, 1870. július 24. – Sopron, 1937. július 29.) nyelvész, irodalomtörténész, egyetemi tanár, a Magyar Tudományos Akadémia tagja.

## Pályája
Lehr Zsigmond (Lőrinczi Zsigmond) tanár, műfordító és Maier Frida fia. Apját korán elvesztette, anyjával előbb Modorban (Pozsony megye), majd Aradon élt. Gimnáziumi tanulmányait Aradon végezte, 1888–1892 között a Budapesti Tudományegyetemen magyar és német irodalmat, nyelvészetet, műtörténelmet hallgatott, többek között Gyulai Pál, Beöthy Zsolt, Budenz József, Simonyi Zsigmond, Heinrich Gusztáv, voltak tanárai. 1892 tavaszán letette a tanári vizsgálatot és a bölcseleti doktorátust; egy évi katonáskodás után 1893 őszén a Pozsonyi Evangélikus Líceum magyar–német nyelv és irodalom helyettes tanára, szakvizsgája után rendes tanára lett. 1897-ben a budapesti evangélikus főgimnáziumhoz került. 1904-től az Erzsébet Nőiskola polgári tanítóképző-intézetben óraadó tanárként, 1906-tól rendes tanárként tanított, magyar irodalomtörténetet és esztétikát adott elő.
Többször megfordult külföldön. 1900-ban Párizsba küldték a világkiállítás tanügyi osztályának tanulmányozására és a modern nyelvi kongresszusra; ez alkalommal Londonban is járt. 1908-ban Jénába nyári tanfolyam ment, ekkor bejárta Németország városait is. 1898 decemberében az MTA nyelvtudományi bizottságának segédtagja, 1908-ban az MTA levelező tagja, 1934-ben rendes tagja lett. Az akadémia Helyesírási Szabályainak szerkesztésével is őt bízták meg; vezette az akadémiai nagyszótár gyűjtőmunkálatait. A Magyar Nyelvtudományi Társaság és a Néprajzi Társaság választmányi tagja, 1925-től a pécsi Erzsébet Tudományegyetem nyilvános rendes tanára volt.

### Munkássága
Szépirodalmi művekkel: eredeti és fordított költeményekkel, novellákkal kezdte pályáját, melyek a fővárosi és vidéki lapokban jelentek meg (1890–1897: (M. Szemle, Fővárosi Lapok, A Hét, Divat Szalon, Ország-Világ, Aradi Közlöny, Vasmegyei Lapok, Rábavidék, Nyugatmagyarországi Hiradó, Bolond Istók, A Mi Otthonunk).
Érdeklődése csakhamar az irodalomtörténet és a nyelvészet felé fordult. Nyelvész és irodalomtudós volt egy személyben. Vizsgálta a magyar szólásmódok kérdését, összefoglalta a magyar nyelvújító mozgalmak történetét. A homályosabb költői szövegek magyarázatában ritka nyomozó képességgel rendelkezett. Megírta az irodalomtudomány elméletének első kézikönyvét, melynek segítségével a fiatalabb nemzedék elindulhatott az irodalomtörténeti kutatások útján. (Bevezetés az irodalomtudományba.)
Sokat írt az Egyetemes Philologiai Közlönybe (1890–1906), a Magyar Nyelvőrbe (1891–1906), a Nyelvtudományi Közleményekbe (1899., 1904., 1905.), az Irodalomtörténeti Közleményekbe (1902., 1906.), a Magyar Nyelvbe (1905 óta), az Állatorvosi Lapokba (1906), a Nemzeti Nőnevelésbe (1906–1908), a Petőfi-Almanachba (1909); a Hivatalos Közlönyben több könyvbírálata van.

## Művei
- A leoninus. Tanulmány az irodalom és verstan köréből. (Budapest, 1892)
- A pozsonyi ev. Lyceum önképzőkörének története. (Pozsony, 1896)
- Csokonai V. Mihály verstani nézetei. (Budapest, 1899)
- Edgar Allan Poe, Rejtelmes történetek. Angolból fordította. (Budapest, év n.)
- Magyarító szótár. A szükségtelen idegen szavak elkerülésére. (Budapest, 1900)
- Stilisztika (Budapest, 1904); (Révy Ferenczczel)
- Petőfi és a nyelvújítás (Petőfi Almanach, Budapest, 1909)
- A szólásokról (Budapest, 1910)
- A nyelvek szépségéről (Budapest, 1921)
- Bevezetés az irodalomtudományba (Budapest, 1922)
- Gr. Széchenyi István döblingi irodalmi hagyatéka III. Szerkesztette és bevezetéssel ellátta Tolnai Vilmos. Budapest, Magyar Történelmi Társulat, 1925. Online
- Halhatatlan magyar nyelv (Budapest, 1928)
- A nyelvújítás elmélete és története (Budapest, 1929)
- A tiszta magyarság szótára (Budapest, 1932)
- A Madách-kérdés körül (Budapest, 1934)
- A szólások (Budapest, 1935)